# Nesostenodontus celebensis
Nesostenodontus celebensis là một loài tò vò trong họ Ichneumonidae.